# Pedrinhas
Pedrinhas är en kommun i Brasilien.   Den ligger i delstaten Sergipe, i den östra delen av landet, 1 200 km öster om huvudstaden Brasília. Antalet invånare är 8 821.
Omgivningarna runt Pedrinhas är huvudsakligen savann. Runt Pedrinhas är det ganska glesbefolkat, med 48 invånare per kvadratkilometer.